# Kelsey Serwa
Kelsey Serwa (Kelowna, 1 september 1989) is een Canadese freestyleskiester. Ze vertegenwoordigde haar vaderland op de Olympische Winterspelen 2010 in Vancouver, op de Olympische Winterspelen 2014 in Sotsji en op de Olympische Winterspelen 2018 in Pyeongchang.

## Carrière
Bij haar wereldbekerdebuut, in januari 2009 in St. Johann in Tirol, stond Serwa direct op het podium. Op de wereldkampioenschappen freestyleskiën 2009 in Inawashiro eindigde de Canadese als vijfde op de skicross. In januari 2010 boekte ze in Alpe d'Huez haar eerste wereldbekerzege. Tijdens de Olympische Winterspelen van 2010 in Vancouver eindigde Serwa als vijfde op de skicross.
In Deer Valley nam de Canadese deel aan de wereldkampioenschappen freestyleskiën 2011, op dit toernooi veroverde ze de wereldtitel op de skicross. In 2011 won Serwa tevens goud op de skicross tijdens de Winter X Games in Aspen. Tijdens de Olympische Winterspelen van 2014 in Sotsji sleepte ze de zilveren medaille in de wacht op het onderdeel skicross.
Op de Winter X Games 2016 in Aspen won Serwa goud op de skicross. Tijdens de Olympische Winterspelen van 2018 in Pyeongchang werd de Canadese olympisch kampioene op de skicross.
Op de wereldkampioenschappen freestyleskiën 2019 in Park City eindigde ze als vijfde op de skicross.

## Resultaten

### Olympische Spelen
| Jaar | Plaats      | Resultaten  |
| ---- | ----------- | ----------- |
| 2010 | Vancouver   | 5e Skicross |
| 2014 | Sotsji      | Skicross    |
| 2018 | Pyeongchang | Skicross    |

### Wereldkampioenschappen
| Jaar | Plaats      | Resultaten  |
| ---- | ----------- | ----------- |
| 2009 | Inawashiro  | 5e Skicross |
| 2011 | Deer Valley | Skicross    |
| 2019 | Park City   | 5e Skicross |

### Wereldbeker
Eindklasseringen
| Seizoen   | Algm | SX    |
| --------- | ---- | ----- |
| 2008/2009 | 12e  | Brons |
| 2009/2010 | 11e  | 4e    |
| 2010/2011 | 7e   | Brons |
| 2011/2012 | 29e  | 9e    |
| 2012/2013 | 19e  | 4e    |
| 2013/2014 | 73e  | 17e   |
| 2015/2016 | 31e  | 8e    |
| 2016/2017 | 134e | 24e   |
| 2017/2018 | 27e  | 7e    |
| 2018/2019 | 32e  | 8e    |

Wereldbekerzeges
| Datum            | Plaats      | Onderdeel |
| ---------------- | ----------- | --------- |
| 13 januari 2010  | Alpe d'Huez | Skicross  |
| 24 januari 2010  | Lake Placid | Skicross  |
| 12 maart 2010    | Grindelwald | Skicross  |
| 12 januari 2011  | Alpe d'Huez | Skicross  |
| 17 december 2011 | Innichen    | Skicross  |
| 18 december 2011 | Innichen    | Skicross  |
| 23 december 2012 | Innichen    | Skicross  |
| 19 februari 2013 | Sotsji      | Skicross  |